# Arcemberski
Arcemberski (Hertzberg) – polski herb szlachecki z indygenatu.

## Opis herbu
Tarcza dwudzielna w pas, w polu górnym srebrnym jeleń barwy niewiadomej biegnący, pole dolne w szachownicę czerwono-srebrną. 
Nad tarczą korona szlachecka bez hełmu, w niej trzy strzały złote, piórkami w górę, widoczne tylko w połowie.

## Najwcześniejsze wzmianki
Herb trafił do Polski w 1630 roku za sprawą Jana Hertzberga z Pomorza, który uzyskał polski indygenat i zmienił nazwisko na Arcemberski.